# Serradora d'Àreu
La Serradora d'Àreu és una màquina que, moguda per la força de l'aigua, serra els troncs per transformar-los en taules, bigues o taulons. És una obra protegida com a bé cultural d'interès local.

## Descripció
A la part alta del poble pirinenc d'Àreu es troben dos edificis a la vora del riu. El primer, més petit, és la serradora que fa funcionar una roda hidràulica vertical que està al seu exterior. El segon és la mola on hi ha el molí fariner, mogut per una roda horitzontal que es pot veure a la part inferior de l'edifici sota un arc (carcabà). Als anys 20, en aquest segon edifici es va instal·lar una turbina hidràulica per produir electricitat. L'aigua arriba al conjunt per un canal que procedeix d'una séquia que desvia l'aigua del riu quan s'obre una comporta.
El Museu de la Ciència i de la Tècnica de Catalunya (mNACTEC) articula un sistema de museus i col·leccions arreu del territori català, especialitzats en diversos àmbits temàtics del Patrimoni Industrial, la ciència i la tecnologia. La Serradora d'Àreu és un dels 24 museus i centres patrimonials del Sistema Territorial del mNACTEC que de forma conjunta fan la millor explicació de la industrialització a Catalunya.
Les serradores, anomenades també molines, eren unes màquines mogudes amb l'energia de l'aigua, que serraven longitudinalment els rolls (troncs dels arbres ja preparats) per transformar-los en taules, bigues o taulons, que eren usats en la construcció i altres usos domèstics o industrials. Eren de construcció robusta, fetes bàsicament de fusta. Solament eren de ferro uns pocs elements mecànics imprescindibles (el ferro era escàs i car, fins i tot quan s'obtenia a les fargues de les mateixes valls), que eren obrats pels mateixos ferrers dels pobles. El funcionament de les serradores era automàtic. La fulla de serra pujava i baixava alternativament, mentre el roll, subjecte damunt d'una bancada mòbil, avançava horitzontalment. Eren instal·lades en uns edificis de dues plantes, de dimensions reduïdes, ajustades a les mides i a les necessitats de la màquina que contenien. Per això tot el conjunt també s'anomenava serradora.

## La Serradora d'Àreu
Al principi era emplaçada en un altre indret, més avall, al costat del riu, però cap a final de segle (XIX) se la va emportar una forta riuada. La nova serradora, situada al lloc actual, més elevat respecte del riu per evitar una possible envestida de l'aigua, va ser construïda inicialment de fusta, fins que es va fer l'actual edifici. Després de la guerra va ser reparada i modernitzada pels germans Manel i Feliu Bixaconill, fusters i constructors de serradores d'Arròs de Cardós. L'eix del rodet i els braços articulats del mecanisme d'avançament foren fets de ferro pel ferrer del poble, Josep Ribes.
L'any 1971 va entrar en funcionament la central de Tavascan, construïda per FECSA, que modificava totalment el cabal de la Noguera de Vallferrera, ja que duia part de l'aigua d'aquest riu a aquella central. Aquesta empresa va substituir el rodet hidràulic per un motor elèctric. A partir d'aquest moment, però, la serradora va funcionar poc temps (fins a principis de la dècada dels 70). L'últim serrador fou Manuel Castellà Ramon de cal Moliner, que substituí el seu pare, Manuel Castellà Tuset. A més de la serradora, també portaven el molí (d'aquí el nom de la casa) i la central elèctrica del poble.
El funcionament de la serradora, tal com es pot contemplar en les demostracions, és senzill. La fulla de serra puja i baixa mentre el roll, subjecte damunt un carro mòbil, avança horitzontalment.

## Les parts de la serradora
- Carro o bancada. Banc mòbil d'uns quatre metres, amb un espai útil per serrar de 3,20 metres, que es desplaça amb rodetes de fusta damunt d'unes guies.
- Rodet-cameta. El rodet, generalment situat fora de l'edifici, és una roda hidràulica d'àleps (pales). La biela (cameta), transforma el moviment circular del rodet en moviment vertical de la serra. Està situada a la planta inferior de l'edifici.
- Serra. Fixada en un bastiment (muntant) que es desplaça verticalment.
- Canal-desparador. L'aigua baixa amb força per la canal que procedeix d'una séquia quan s'obre una comporta (estolador). Abans d'arribar al rodet, hi ha un senzill mecanisme basat en una palanca (desparador) que permet a l'operari desviar l'aigua per sobre del rodet quan cal aturar la serra.
- Mecanisme d'avançada. També anomenat màquina. Converteix el moviment vertical alternatiu de la serra en moviment circular d'un torn que cargola una cadena que estira el carro per fer-lo avançar.

## L'energia hidràulica
L'energia hidràulica es basa en la transformació de l'energia que proporciona un salt d'aigua que incideix sobre els àleps (pales) o catúfols d'una roda i, en conseqüència, produeix un moviment circular capaç de moure les màquines.